# Buno-Bonnevaux
Buno-Bonnevaux (prononcé [byno bɔnǝvo] ) est une commune française située à cinquante-six kilomètres au sud-est de Paris dans le département de l'Essonne en région Île-de-France.
Ses habitants sont appelés les Bonnevaliens.

## Géographie

### Situation

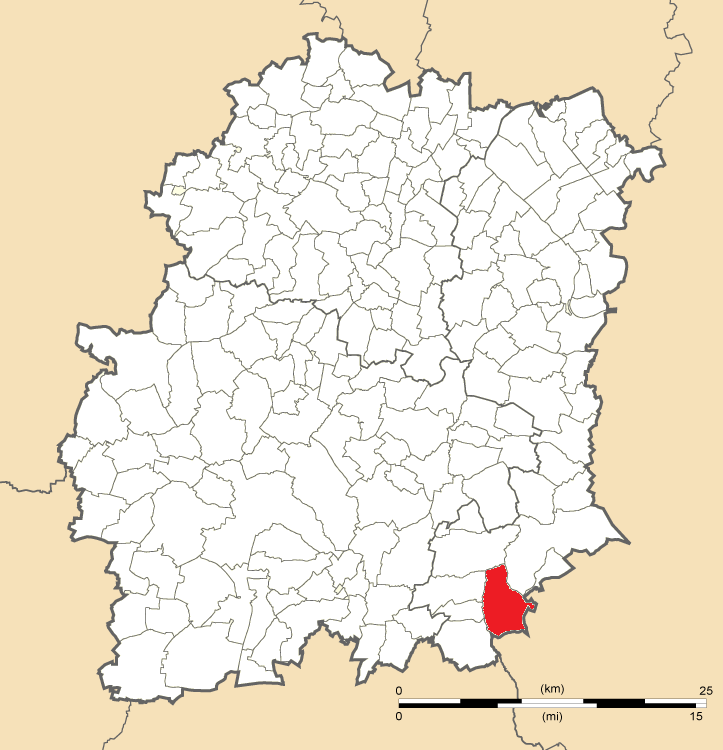
Position de Buno-Bonnevaux en Essonne.

Buno-Bonnevaux est située à cinquante-six kilomètres au sud-est de Paris-Notre-Dame, point zéro des routes de France, trente-et-un kilomètres au sud-ouest d'Évry, sept kilomètres au sud-ouest de Milly-la-Forêt, quatorze kilomètres au sud-est de La Ferté-Alais, dix-neuf kilomètres au sud-est d'Étampes, vingt-sept kilomètres au sud-est d'Arpajon, vingt-neuf kilomètres au sud-ouest de Corbeil-Essonnes, trente-deux kilomètres au sud-est de Montlhéry, trente-trois kilomètres au sud-est de Dourdan, quarante-et-un kilomètres au sud-est de Palaiseau.

### Hydrographie
À l'ouest, le territoire communal est délimité par l'Essonne, affluent de la Seine, se divisant par endroits en plusieurs bras. Il y a un ancien moulin à chacune des trois intersections route/rivière : Paillard, Roijeau et le Petit Gironville. Ce dernier a été détruit par l'armée allemande en août 1944 en même temps que le pont. On note également la présence de plusieurs étangs dont un de 1,5 ha, creusé en 1975, géré par l'association communale de pêche.

### Relief et géologie
| Type d’occupation           | Pourcentage | Superficie (en hectares) |
| --------------------------- | ----------- | ------------------------ |
| Espace urbain construit     | 2,4 %       | 37,91                    |
| Espace urbain non construit | 2,2 %       | 35,44                    |
| Espace rural                | 95,4 %      | 1 523,26                 |
| Source : MOS-Iaurif 2008    |             |                          |

Le point le plus bas de la commune est situé à soixante-trois mètres d'altitude et le point culminant à cent quarante-et-un mètres. Entre vallée et plateau, les pentes sablonneuses abritent de nombreux chaos de roches gréseuses. Les habitats de vallée sont séparés de la rivière, qui forme la limite ouest, par une bande de marécages.

### Climat
Pour des articles plus généraux, voir Climat de l'Île-de-France et Climat de l'Essonne.
En 2010, le climat de la commune est de type climat océanique dégradé des plaines du Centre et du Nord, selon une étude du CNRS s'appuyant sur une série de données couvrant la période 1971-2000. En 2020, Météo-France publie une typologie des climats de la France métropolitaine dans laquelle la commune est exposée à un climat océanique altéré et est dans la région climatique  Sud-ouest du bassin Parisien, caractérisée par une faible pluviométrie, notamment au printemps (120 à 150 mm) et un hiver froid (3,5 °C). 
Pour la période 1971-2000, la température annuelle moyenne est de 11 °C, avec une amplitude thermique annuelle de 15 °C. Le cumul annuel moyen de précipitations est de 663 mm, avec 11,2 jours de précipitations en janvier et 7,4 jours en juillet. Pour la période 1991-2020, la température moyenne annuelle observée sur la station météorologique la plus proche, située sur la commune de Boigneville à 3 km à vol d'oiseau, est de 11,5 °C et le cumul annuel moyen de précipitations est de 615,6 mm,. Pour l'avenir, les paramètres climatiques de la commune estimés pour 2050 selon différents scénarios d'émission de gaz à effet de serre sont consultables sur un site dédié publié par Météo-France en novembre 2022.
| Mois                                  | jan.             | fév.             | mars           | avril         | mai           | juin           | jui.          | août           | sep.          | oct.            | nov.             | déc.             | année      |
| ------------------------------------- | ---------------- | ---------------- | -------------- | ------------- | ------------- | -------------- | ------------- | -------------- | ------------- | --------------- | ---------------- | ---------------- | ---------- |
| Température minimale moyenne (°C)     | 1,7              | 1,4              | 3,3            | 5,3           | 8,7           | 11,7           | 13,6          | 13,4           | 10,4          | 7,9             | 4,4              | 2,1              | 7          |
| Température moyenne (°C)              | 4,3              | 4,8              | 7,8            | 10,6          | 14            | 17,3           | 19,9          | 19,6           | 15,9          | 12              | 7,4              | 4,6              | 11,5       |
| Température maximale moyenne (°C)     | 6,9              | 8,2              | 12,3           | 15,9          | 19,4          | 22,9           | 26            | 25,8           | 21,4          | 16,1            | 10,5             | 7,2              | 16,1       |
| Record de froid (°C) date du record   | −19,7 17.01.1985 | −12,6 07.02.1991 | −11,6 01.03.05 | −4,3 07.04.21 | −0,1 06.05.19 | 1,4 05.06.1991 | 4 04.07.1984  | 4,6 31.08.1986 | 2 19.09.1994  | −3,3 30.10.1997 | −10,7 24.11.1998 | −11,5 31.12.1985 | −19,7 1985 |
| Record de chaleur (°C) date du record | 15,5 30.01.02    | 21,4 24.02.1990  | 25,5 31.03.21  | 28,4 21.04.18 | 31,6 28.05.17 | 37,2 27.06.11  | 40,9 25.07.19 | 39,7 06.08.03  | 34,7 14.09.20 | 30,3 01.10.1985 | 21,8 07.11.15    | 17,2 16.12.1989  | 40,9 2019  |
| Précipitations (mm)                   | 47,6             | 44               | 43             | 46,9          | 62,5          | 50             | 51            | 49,7           | 49,8          | 58,1            | 54               | 59               | 615,6      |

### Voies de communication et transports

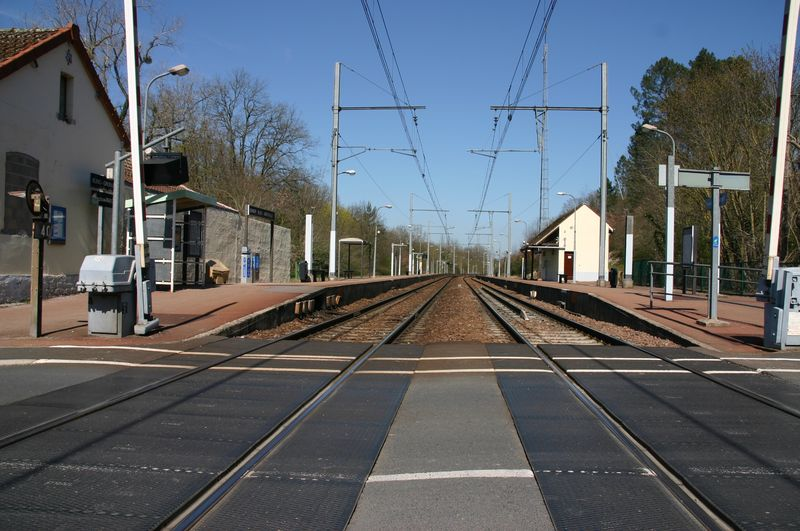
La gare de Buno - Gironville.

La commune dispose sur son territoire de la gare de Buno - Gironville desservie par la ligne D du RER d'Île-de-France.
Le sentier de grande randonnée GR 1 traverse la commune et le village.

### Lieux-dits, écarts et quartiers
Le hameau de Bonnevaux possédait autrefois une église de même style et de même époque que celle de Buno. En 1794, pour éviter des réparations coûteuses, la commune de Buno fut autorisée à faire démolir la nef et le clocher de celle-ci et les deux paroisses furent réunies sous le nom de Buno-Bonnevaux.
Le hameau de Moignanville dépendait autrefois de Gironville et fut rapporté à Buno en 1815, en échange du Petit-Gironville. Ce hameau comprenait un château et trois ou quatre groupes de bâtiments fermiers. En 1818, à la constitution du cadastre, ce château appartenait au comte Philippe Victoire de Senneville, maréchal de camp d'artillerie, et alors âgé de 81 ans (décédé en 1824). Ce château a été rasé au cours du XIXe siècle, car trop humide, et remplacé par une grande demeure bourgeoise encore visible actuellement.
Situé à un kilomètre au sud du bourg, le hameau de Chantambre s'étire sur le côté droit de la route, en allant vers Nanteau. Il est formé de deux groupes d'habitats distincts, séparés par le château. Au bord de la route allant à Chantambre, une croix en fer rehaussée par une effigie du Christ est plantée sur un rocher. Elle donne son nom au lieu-dit  la Croix Frappeau qui figurait déjà sur le cadastre de 1814. Une légende y est attachée : un voyageur y aurait été attaqué par des brigands qui se mirent à le frapper. Le voyageur, pour montrer son courage et leur lâcheté, leur aurait dit "Frappez haut", d'où le nom donné à cette croix.
En 1668, le hameau de Mézières dépendait déjà de la paroisse de Buno. Actuellement, ce hameau est formé de trois fermes alignées sur le côté nord de la route allant à Tousson et d'un corps de ferme sur le côté sud.
Jusqu'à l'époque de son rattachement à la commune de Gironville en 1815, le hameau du Petit-Gironville faisait partie intégrante de la paroisse de Buno. Un château a très probablement été construit en ce lieu par un membre de la famille d'Arbouville entre le 13e et le 15e siècles. Louis XI y a séjourné les 7 et 1e12-5-1480[pas clair], et il a vraisemblablement été détruit en 1570. Un moulin à grains perpendiculaire à l'Essonne et situé sur sa rive gauche, dépendait de ce château. Il faut attendre le début du XXe siècle pour voir se construire sur ces vieilles ruines, une villa de style néo-médiéval elle-même détruite, ainsi que le moulin et le pont, en 1944 par l'armée allemande en retraite. Après sa destruction, elle a été acquise par M. Larquetoux, architecte parisien, qui la reconstruisit dans un style plus strict.

## Urbanisme

### Typologie
Au 1er janvier 2024, Buno-Bonnevaux est catégorisée bourg rural, selon la nouvelle grille communale de densité à sept niveaux définie par l'Insee en 2022.
Elle est située hors unité urbaine. Par ailleurs la commune fait partie de l'aire d'attraction de Paris, dont elle est une commune de la couronne,. Cette aire regroupe 1 929 communes,.

## Toponymie
Le village s'appelait Bunetum Castrum en 1263, Bonavallis, Bunou, Bunnou. L'appellation définitive de Buno daterait de 1495[réf. nécessaire].
Le mot castrum se rapporte à un hameau dit les Mazures des Bureaux (dans la plaine de Buno), aujourd'hui disparu, et que l'on suppose avoir été construit sur les ruines du Castrum (camp fortifié) gallo-romain[réf. nécessaire].
En 1793, la commune fut créée sous le nom de Bonnevant Bano, le nom actuel a été introduit en 1801 dans le Bulletin des lois.

## Histoire

### Préhistoire
L'occupation du territoire de la commune dès le Néolithique est attestée par la présence de deux hypogées (dont l'hypogée du Champtier des Bureaux) et de deux polissoirs : polissoir de Grimery et polissoir des Sept coups d'épée, encore visibles.
Des urnes cinéraires de l'âge du bronze (-2300 à -1600), dont certaines contenaient encore quelques ossements humains calcinés, ont également été découvertes.

### La période gallo-romaine
Un très important ensemble sépulcral de cette époque abritant plus de quatre-cents inhumations a été découvert en 1975.

### Des gallo-romains à la Révolution
Du XIVe au XVIe siècle, Buno a été possession de la famille d'Arbouville dont le hameau du Petit-Gironville était l'un des fiefs. L'effigie de Guille d'Arbouville et celle de sa femme sont représentées sur la pierre tombale dressée à gauche du portail de l'église de Buno.
En 1537, François de la Chasserie était seigneur d'une partie de Buno, côté bourg. Vers 1568, le chancelier Michel de l'Hôpital (décédé en 1573) était seigneur d'une partie de Buno, côté Petit-Gironville (propriétaire du château et des terres y attenantes, alors que Henri de Montmonrency Damville possédait Buno côté bourg.
En 1613, le président Théodore de Berzeau de Grave, conseiller du Roi et président en la Cour[Quoi ?], acquiert les fiefs qui appartenaient à la famille d'Arbouville. Vers 1663, les biens de Théodore de Berzeau de Grave deviennent la propriété de sa fille Anne Marie, épouse de Claude de Refuge, chevalier, lieutenant-général des armées du roi en Italie.
En 1673, apparaît le premier maître d'école. La classe se faisait alors dans des lieux quelconques : sa maison, une chambre, une grange. Le maître était payé en nature : vêtements, nourriture, vin, bois de chauffage.
Au début du XVIIIe siècle, la famille Grignon devint en partie seigneur de Buno.
En 1776, Jean Joseph Bataille de Francès Daville, écuyer, était seigneur et grand voyer de Buno entre autres.
Lors de la Révolution française, les cahiers de doléance de Bonnevaux et Buno ont sans doute été portés à Melun, malheureusement, ceux-ci ont disparu. D'autre part, les registres de délibérations du conseil municipal datent seulement de 1806. Tout ceci nous prive d'informations concernant la période révolutionnaire.

### De la Révolution à 1944
La ligne de Villeneuve-Saint-Georges à Montargis fut mise en exploitation le 6 mai 1867 mais il n'y avait pas de halte à Buno. La gare de Buno - Gironville fut construite au début du XXe siècle.
Vers 1825, la fabrique mit un local à la disposition du maître d'école. Ce n'est qu'en 1838 que la commune acquit de la fabrique, une maison avec dépendance qu'elle aménagea pour loger le maître et recevoir les élèves, malgré l'édit de 1698 obligeant chaque communauté villageoise à en faire ainsi. Mais le premier maître d'école de Buno apparut tout de même en 1673. À cette époque, les enfants ne fréquentaient pas l'école toute la journée : un groupe y était reçu le matin et un autre l'après-midi. La salle de classe de trente mètres carrés permettait ainsi de recevoir de cinquante à soixante-dix élèves. En 1858, la commune acheta le bâtiment qui est devenu l'école actuelle et qui abrite également la mairie. Jusqu'en 1820, le maître d'école était payé en nature par les parents. En 1820, la municipalité lui vota un budget annuel de vingt francs qui, de 1823 à 1827 fut porté à quarante francs, puis soixante francs jusqu'en 1833. De 1833 à 1845, le salaire mensuel du maître était de vingt francs et passe à trente francs en 1845. En 1847, la municipalité fixa les rétributions mensuelles à payer au maître par les parents : un franc cinquante par élève au-dessus de neuf ans, un franc pour les élèves de six à neuf ans, soixante-quinze centimes pour les élèves au-dessous de six ans. Dans la commune, il y avait à l'époque, neuf familles indigentes dispensées de tout paiement. La Loi Falloux de 1850 garantit au maître un traitement annuel de six-cents francs, et ce jusqu'en 1867.
En 1855 est instaurée une taxe sur les chiens : cinq francs par chien de chasse et d'agrément et un franc cinquante par chien de garde.
En 1864 : établissement d'un procès-verbal de location du droit de ramassage des crottins dans les rues de Buno divisées en neuf zones pour un montant de deux à vingt-et-un francs.
En 1873, création d'une bibliothèque scolaire.
En 1874, la commune décide la gratuité complète de l'école primaire. Depuis l'origine et jusque dans les années 1970, il n'y eut qu'une classe mixte recevant les enfants de tous âges.
En 1876, décision de construire un corps de garde pour les pompiers et d'acquérir une pompe à incendie aspirante et refoulante, avec accessoires, et des équipements pour une subdivision de vingt sapeurs-pompiers.
Le 14 juillet 1880, célébration de la Fête Nationale pour laquelle a été voté un budget de cent-vingt francs afin de lui donner un éclat particulier.
Janvier 1910 : vote de secours en faveur des victimes des inondations, lors de la crue de la Seine de 1910.
1919 : décision d'installer une cabine téléphonique publique au café-tabac.

### L'après-guerre
Buno-Bonnevaux a été libérée le 22 août 1944 par l'armée des États-Unis d'Amérique, dont une première patrouille avait traversé le village dès le 17 août
Pour répondre à la nouvelle organisation scolaire, en 1970, il a été construit sur le terrain réservé au jardin du maître, un bâtiment préfabriqué pour abriter deux classes. L'enseignement primaire est maintenant partagé avec les communes avoisinantes.

## Politique et administration

La communauté de communes des 2 Vallées dans le département de l'Essonne

### Rattachements administratifs et électoraux
Depuis la Révolution française jusqu’à la loi du 10 juillet 1964, la commune faisait partie du département de Seine-et-Oise. Le redécoupage des anciens départements de la Seine et de Seine-et-Oise fait que la commune appartient désormais au département de l'Essonne et son arrondissement d'Évry à la suite d'un transfert administratif effectif le 1er janvier 1968. Pour l'élection des députés, elle fait partie de la deuxième circonscription de l'Essonne.
Elle faisait partie depuis 1793 du canton de Milly-la-Forêt. Dans le cadre du redécoupage cantonal de 2014 en France, elle est désormais intégrée au canton de Mennecy.

### Intercommunalité
La commune fait partie depuis le 1er janvier 2013 de la communauté de communes des 2 Vallées.

### Tendances et résultats politiques
Élections présidentielles, résultats des deuxièmes tours
- Élection présidentielle de 2002 : 74,83 % pour Jacques Chirac (RPR), 25,17 % pour Jean-Marie Le Pen (FN), 86,97 % de participation[33].
- Élection présidentielle de 2007 : 61,72 % pour Nicolas Sarkozy (UMP), 38,28 % pour Ségolène Royal (PS), 86,41 % de participation[34].
- Élection présidentielle de 2012 : 60,00 % pour Nicolas Sarkozy (UMP), 40,00 % pour François Hollande (PS), 86,65 % de participation[35].

Élections législatives, résultats des deuxièmes tours
- Élections législatives de 2002 : 65,82 % pour Franck Marlin (UMP), 34,18 % pour Gérard Lefranc (PCF), 69,47 % de participation[36].
- Élections législatives de 2007 : 50,39 % pour Franck Marlin (UMP) élu au premier tour, 19,69 % pour Marie-Agnès Labarre (PS), 69,38 % de participation[37].
- Élections législatives de 2012 : 67,25 % pour Franck Marlin (UMP), 32,75 % pour Béatrice Pèrié (PS), 60,73 % de participation[38].

Élections européennes, résultats des deux meilleurs scores
- Élections européennes de 2004 : 16,49 % pour Harlem Désir (PS), 15,46 % pour Patrick Gaubert (UMP), 55,15 % de participation[39].
- Élections européennes de 2009 : 29,57 % pour Michel Barnier (UMP), 15,05 % pour Harlem Désir (PS), 50,66 % de participation[40].
- Élections européennes de 2014 : 39,82 % pour Aymeric Chauprade (FN), 11,76 % pour Alain Lamassoure (UMP), 58,61 % de participation[41].

Élections régionales, résultats des deux meilleurs scores
- Élections régionales de 2004 : 45,67 % pour Jean-François Copé (UMP), 35,83 % pour Jean-Paul Huchon (PS), 73,79 % de participation[42].
- Élections régionales de 2010 : 54,64 % pour Valérie Pécresse (UMP), 45,36 % pour Jean-Paul Huchon (PS), 54,67 % de participation[43].

Élections cantonales et départementales, résultats des deuxièmes tours
- Élections cantonales de 2004 : 67,07 % pour Jean-Jacques Boussaingault (UMP), 32,93 % pour Martine Stehlin (PS), 73,79 % de participation[44].
- Élections cantonales de 2011 : 65,41 % pour Jean-Jacques Boussaingault (UMP), 34,59 % pour Marie-Anne Bachelerie (PS), 51,04 % de participation[45].

Élections municipales, résultats des deuxièmes tours
- Élections municipales de 2001 : données manquantes.
- Élections municipales de 2008 : 242 voix pour Cédric Bercher (?), 236 voix pour Christine Vanneque (-), 72,37 % de participation[46].

Référendums
- Référendum de 2000 relatif au quinquennat présidentiel : 72,59 % pour le Oui, 27,41 % pour le Non, 45,01 % de participation[47].
- Référendum de 2005 relatif au traité établissant une Constitution pour l'Europe : 52,84 % pour le Non, 47,16 % pour le Oui, 81,92 % de participation[48].

### Politique locale
À la suite de dissensions au sein du conseil municipal, le maire Jean-Claude Cochet a démissionné le 15 novembre 2016, et, après des élections municipales partielles organisées les 22 et 29 janvier 2017, Bernardin Coudoro est élu maire le 3 février 2017.

### Liste des maires
| Période                                  | Période       | Identité            | Étiquette | Qualité                      |
| ---------------------------------------- | ------------- | ------------------- | --------- | ---------------------------- |
| Les données manquantes sont à compléter. |               |                     |           |                              |
| 1806                                     | 1815          | M. Cousinet         |           |                              |
| 1815                                     | 1826          | M. Doré             |           |                              |
| 1826                                     | 1829          | M. François         |           |                              |
| 1829                                     | 1831          | M. Theet            |           |                              |
| 1831                                     | 1852          | Étienne Herblot     |           |                              |
| 1852                                     | 1865          | Armand Trousseau    |           |                              |
| 1865                                     | 1868          | Georges Trousseau   |           |                              |
| 1868                                     | 1871          | Auguste Nicot       |           |                              |
| 1871                                     | 1874          | M. Minier           |           |                              |
| 1874                                     | 1878          | Louis Herbron       |           |                              |
| 1878                                     | 1917          | Adrien Aubin Martin |           |                              |
| 1919                                     | 1928          | Émile Gaurat        |           |                              |
| 1928                                     | 1931          | Alphonse Multon     |           |                              |
| 1931                                     | 1935          | Dominique Colleau   |           |                              |
| 1935                                     | 1937          | Victor Cochet       |           |                              |
| 1937                                     | 1940          | Dominique Colleau   |           |                              |
| 1945                                     | 1983          | Georges Brégé       |           |                              |
| 1983                                     | 2008          | Jean-Marie Ferry    | DVD       |                              |
| 2008                                     | novembre 2016 | Jean-Claude Cochet  | SE        | Informaticien Démissionnaire |
| février 2017                             | En cours      | Bernardin Coudoro   |           |                              |

### Jumelages
La commune de Buno-Bonnevaux n'a développé aucune association de jumelage.

## Population et société

### Démographie

#### Évolution démographique
L'évolution du nombre d'habitants est connue à travers les recensements de la population effectués dans la commune depuis 1793. Pour les communes de moins de 10 000 habitants, une enquête de recensement portant sur toute la population est réalisée tous les cinq ans, les populations de référence des années intermédiaires étant quant à elles estimées par interpolation ou extrapolation. Pour la commune, le premier recensement exhaustif entrant dans le cadre du nouveau dispositif a été réalisé en 2006.

En 2022, la commune comptait 523 habitants, en évolution de +17,53 % par rapport à 2016 (Essonne : +2,89 %, France hors Mayotte : +2,11 %).
| 1793 | 1800 | 1806 | 1821 | 1831 | 1836 | 1841 | 1846 | 1851 |
| ---- | ---- | ---- | ---- | ---- | ---- | ---- | ---- | ---- |
| 391  | 311  | 382  | 394  | 404  | 406  | 410  | 387  | 377  |

| 1856 | 1861 | 1866 | 1872 | 1876 | 1881 | 1886 | 1891 | 1896 |
| ---- | ---- | ---- | ---- | ---- | ---- | ---- | ---- | ---- |
| 373  | 372  | 376  | 372  | 392  | 386  | 380  | 375  | 361  |

| 1901 | 1906 | 1911 | 1921 | 1926 | 1931 | 1936 | 1946 | 1954 |
| ---- | ---- | ---- | ---- | ---- | ---- | ---- | ---- | ---- |
| 364  | 321  | 323  | 300  | 327  | 334  | 310  | 279  | 274  |

| 1962 | 1968 | 1975 | 1982 | 1990 | 1999 | 2006 | 2011 | 2016 |
| ---- | ---- | ---- | ---- | ---- | ---- | ---- | ---- | ---- |
| 279  | 287  | 296  | 263  | 430  | 518  | 476  | 479  | 445  |

| 2021 | 2022 | - | - | - | - | - | - | - |
| ---- | ---- | - | - | - | - | - | - | - |
| 493  | 523  | - | - | - | - | - | - | - |

#### Pyramide des âges
En 2018, le taux de personnes d'un âge inférieur à 30 ans s'élève à 32,5 %, soit en dessous de la moyenne départementale (39,9 %). À l'inverse, le taux de personnes d'âge supérieur à 60 ans est de 24,7 % la même année, alors qu'il est de 20,1 % au niveau départemental.
En 2018, la commune comptait 221 hommes pour 216 femmes, soit un taux de 50,57 % d'hommes, légèrement supérieur au taux départemental (48,98 %).
Les pyramides des âges de la commune et du département s'établissent comme suit.
| Hommes | Classe d’âge | Femmes |
| ------ | ------------ | ------ |
| 1,0    | 90 ou +      | 1,0    |
| 5,2    | 75-89 ans    | 7,7    |
| 17,0   | 60-74 ans    | 17,7   |
| 26,7   | 45-59 ans    | 28,1   |
| 16,1   | 30-44 ans    | 14,4   |
| 18,6   | 15-29 ans    | 16,2   |
| 15,4   | 0-14 ans     | 14,9   |

| Hommes | Classe d’âge | Femmes |
| ------ | ------------ | ------ |
| 0,5    | 90 ou +      | 1,4    |
| 5,4    | 75-89 ans    | 7,2    |
| 12,9   | 60-74 ans    | 13,9   |
| 20     | 45-59 ans    | 19,4   |
| 19,9   | 30-44 ans    | 20,1   |
| 20     | 15-29 ans    | 18,2   |
| 21,3   | 0-14 ans     | 19,8   |

### Enseignement
Les élèves de Buno-Bonnevaux sont rattachés à l'académie de Versailles. Elle dispose d'une école élémentaire publique.

### Culture
Une bibliothèque existe à la mairie

### Sports
Centre de vol à voile de l'Association aéronautique du Val d'Essonne Buno-Bonnevaux

### Lieux de culte

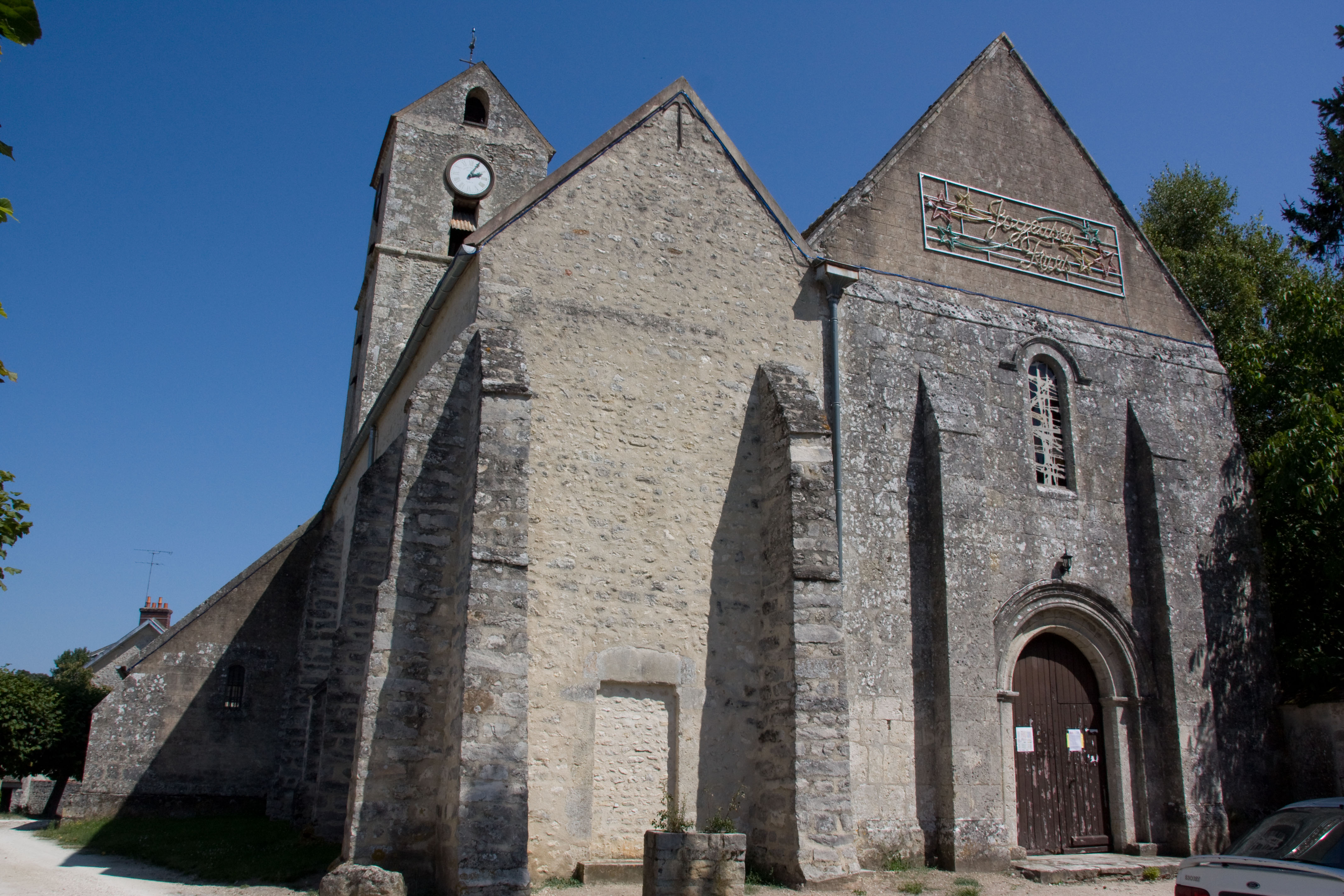
L'église Saint-Léger.

La paroisse catholique de Buno-Bonnevaux est rattachée au secteur pastoral de Milly-la-Forêt et au diocèse d'Évry-Corbeil-Essonnes. Elle dispose de l'église Saint-Léger. Un pèlerinage avait lieu, jusque dans les années 1960, à la Saint-Guerluchon le 4 juin, vers les hauteurs du village, dans la propriété du chateau de Moignanville, où .[réf. nécessaire]
Le cimetière se situait autrefois aux abords de l'église. C'est en 1883 que son déplacement s'est effectué dans la « vallée ».

### Médias
L'hebdomadaire Le Républicain relate les informations locales. La commune est en outre dans le bassin d'émission des chaînes de télévision France 3 Paris Île-de-France Centre, IDF1 et Téléssonne intégré à Télif.

## Économie

### Évolution historique
Les carriers : l'origine de l'exploitation des grès se perd dans la nuit des temps ; elle s'éteignit progressivement après la Première Guerre mondiale. La corporation des carriers bénéficie d'un vieux droit d'usage à partir du XIIe siècle. Les pavés extraits étaient payés au mille (150 francs en 1846) et le métier était particulièrement pénible compte tenu de la poussière. Bien peu d'ouvriers passaient la cinquantaine. De Bonnevaux à Chantambre, on peut voir de nombreux vestiges d'ateliers d'extraction.
À la fin du XIXe siècle, le territoire communal se divisait ainsi : terres labourables, 72 % ; vignes 1,25 % ; prés et pâtures 3,4 % ; friches et murgers, 10,6 % ; bois, aulnaies, 7 %. Quatre propriétaires possédaient ensemble 41 % de la surface totale. Le commerce était alors limité à deux épiceries. La branche artisanale comprenait : un entrepreneur de battage avec trois machines à vapeur, un maréchal-serrurier, un menuisier, un charron, un maçon, une petite carrière d'extraction de grès à Chantambre.
Au XXe siècle et entre les deux guerres on comptait deux cafés dont l'un faisait débit de tabac, une épicerie, et dans les années 1930 se créa une charcuterie. Un boucher et un boulanger de communes voisines assuraient des tournées régulières. L'activité artisanale comprenait : un forgeron maréchal-ferrant, un menuisier, un charron, un maçon, un exploitant forestier, négociant de bois d'œuvre, un gravelière exploitée à Chantambre par M. Armand Fauvin, M. Paul Goudou était à la fois cordonnier, coiffeur et professeur de violon.
En 1986, l'activité est redevenue purement agricole avec un nombre d'exploitants en régression ; les cultures dominantes sont le blé, le maïs et la betterave. Il n'y a plus de commerce hors un pseudo-café, et sur le plan artisanal ne subsistent que deux maçons et à Chantambre, un négociant de bois et une fabrique de petits meubles de cuisine qui n'emploie que quelques ouvriers. Cette dernière a été rasée fin 2006.

### Emplois, revenus et niveau de vie
En 2010, le revenu fiscal médian par ménage était de 41 679 €, ce qui plaçait Buno-Bonnevaux au 1 771e rang parmi les 31 525 communes de plus de 39 ménages en métropole.
| Répartition des emplois par catégories socioprofessionnelles en 2006. |              |                                           |                                                   |                            |                          |                           |
|                                                                       | Agriculteurs | Artisans, commerçants, chefs d’entreprise | Cadres et professions intellectuelles supérieures | Professions intermédiaires | Employés                 | Ouvriers                  |
| Buno-Bonnevaux                                                        | -            | -                                         | -                                                 | -                          | -                        | -                         |
| Zone d’emploi d’Évry                                                  | 0,3 %        | 4,0 %                                     | 20,2 %                                            | 29,6 %                     | 28,2 %                   | 17,7 %                    |
| Moyenne nationale                                                     | 2,2 %        | 6,0 %                                     | 15,4 %                                            | 24,6 %                     | 28,7 %                   | 23,2 %                    |
| Répartition des emplois par secteurs d’activités en 2006.             |              |                                           |                                                   |                            |                          |                           |
|                                                                       | Agriculture  | Industrie                                 | Construction                                      | Commerce                   | Services aux entreprises | Services aux particuliers |
| Buno-Bonnevaux                                                        | -            | -                                         | -                                                 | -                          | -                        | -                         |
| Zone d’emploi d’Évry                                                  | 0,9 %        | 13,5 %                                    | 5,4 %                                             | 14,6 %                     | 16,2 %                   | 6,9 %                     |
| Moyenne nationale                                                     | 3,5 %        | 15,2 %                                    | 6,4 %                                             | 13,3 %                     | 13,3 %                   | 7,6 %                     |
| Sources : Insee,                                                      |              |                                           |                                                   |                            |                          |                           |

## Culture locale et patrimoine

### Patrimoine environnemental
Les berges de l'Essonne et les bois les bordant ont été recensés au titre des espaces naturels sensibles par le conseil général de l'Essonne.

### Lieux et monuments

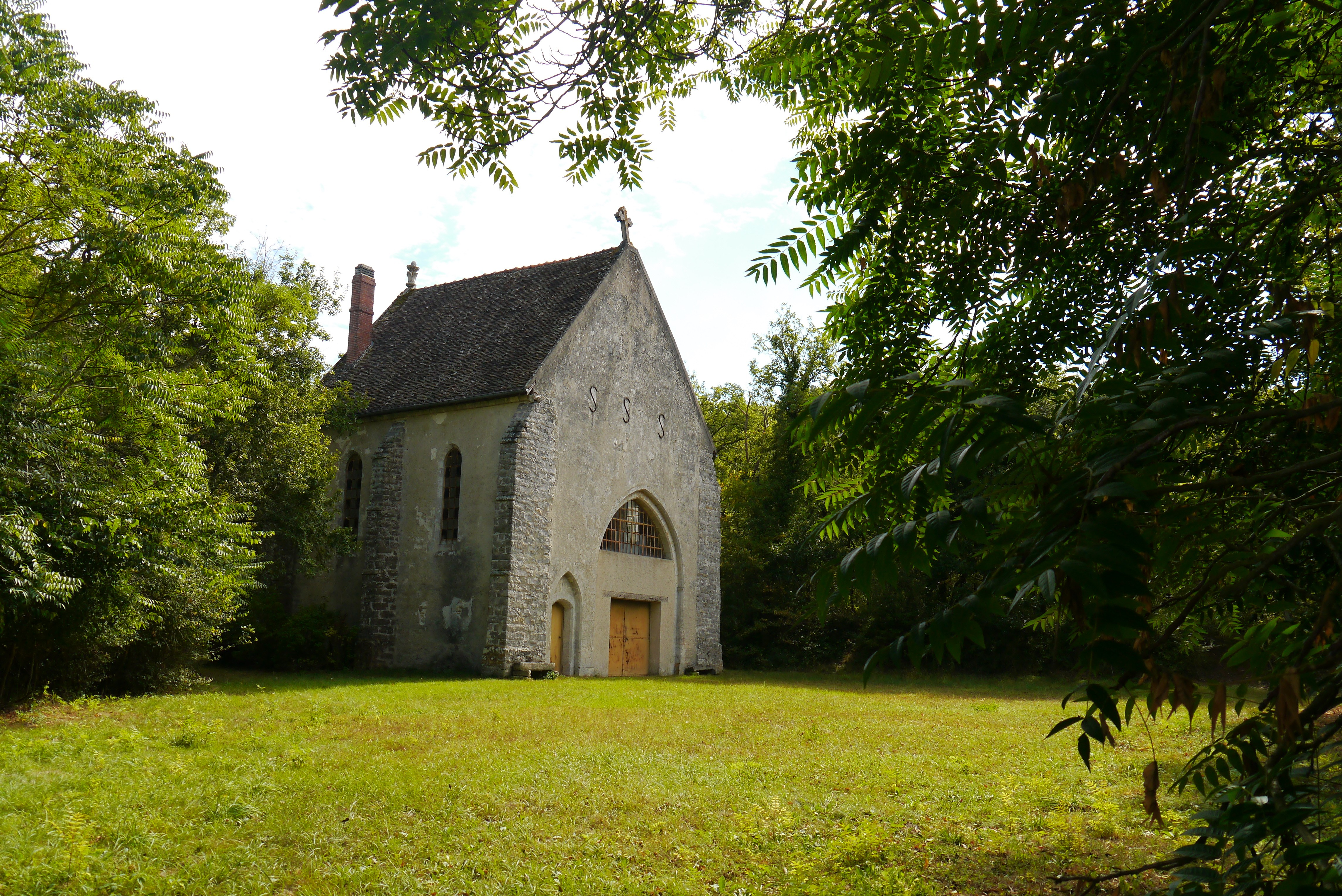
La chapelle de Bonnevaux.

- La chapelle de Bonnevaux du XIIIe siècle a été inscrite aux monuments historiques le 17 février 1950[64].
- Hypogée de la Fontaine Saint-Léger : classée au titre des monuments historiques depuis 1976[65].
- Hypogée du Champtier des Bureaux : inscrite au titre des monuments historiques depuis 1975[66].
- Polissoir de Grimery : inscrit au titre des monuments historiques depuis 1980[67].
- Polissoir des Sept coups d'épée : classé au titre des monuments historiques depuis 1928[68].
- La commune possède plusieurs châteaux de styles divers, sur les hameaux de Bonnevaux, Chantambre, Moignanville, et au Petit-Gironville. Le hameau de Bonnevaux possède également une chapelle.
- La construction de l'église, composite, aurait débuté au XIe siècle. Elle est formée d'une nef principale et d'un collatéral gauche moins élevé, se terminant tous deux par une abside. Des réparations y ont été effectuées au XVe siècle, à considérer les pilastres et les nervures des voûtes. Les fenêtres ont été refaites vers la même époque. Peut-être cette église avait-elle subit des dégâts lors de la guerre de Cent ans, la région en ayant été fort affectée. Dans une niche, à la base de l'autel du Sacré-Cœur, est une châsse en métal doré de style néo-gothique et contenant quelques reliques osseuses attribuées à sainte Marguerite-Marie (1647-1690). D'autres travaux de réparation et de restauration ont été menés au cours des dernières décennies du XIXe siècle.

### Personnalités liées à la commune
Différents personnages publics sont nés, décédés ou ont vécu à Buno-Bonnevaux :
- Jacques Antoine Grignon des Bureaux, né le 18 novembre 1714 à Buno[réf. nécessaire], mort à Ervy-le-Châtel le 2 novembre 1796, où il s'était installé en 1758. Capitaine des grenadiers de France et l'un des philosophes les plus énigmatiques du XVIIIe siècle, que l'on a pu qualifier d'«Anaximandre champenois». Il fit du temps, substance incréée, éternelle et infinie, le premier principe de toutes choses, et fut le premier à présenter une formulation non ambiguë du transformiste évolutionniste. Ses œuvres n'ont été que récemment découvertes et publiées (voir Jacques-Antoine Grignon des Bureaux, Rêveries Métaphysiques d'un solitaire de Champagne précédées de son Tintinnabulum Naturæ et suivies de quelques poésies et pièces fugitives. Textes édités et présentés par Sylvain Matton avec des études de Cédric Grimoult et Jean-Marc Mandosio, Postface d'Yves Citton, Paris : Champion, 2012)[réf. nécessaire].
- Philippe Joseph Victoire de Senneville (1737-1824), général de brigade de la Révolution française, mort à Buno-Bonnevaux.
- Armand Limnander de Nieuwenhove (1814-1892), musicien et compositeur belge, décédé le 15 août 1892 au château de Moignanville.
- René Lacoste (1904-1996), l'un des mousquetaires du tennis français et créateur de la marque de vêtements, a habité le château situé dans le hameau de Chantambre.

### Héraldique
| Blason de Buno-Bonnevaux | Blason  | D'or à deux crosses de gueules passées en sautoir, accompagnées aux flancs de deux arbres de sinople ; à la champagne ondée d'azur chargée de deux épis de blé d'argent et d'une abeille volant en bande du même brochante. |
| Blason de Buno-Bonnevaux | Détails | Les deux arbres soulignent l'appartenance de la commune au canton de Milly la Forêt ; les deux crosses rappellent la fusion des deux paroisses ; l'onde = l'Essonne qui arrose la commune ; l'abeille et le blé reprennent le logo du parc régional du Gâtinais Français. Armoiries conçues par M. Jean-François BINON, adoptées à une date inconnue. |